# 15 ربيع الأول
- السبت
- الأحد
- الاثنين
- الثلاثاء
- الأربعاء
- الخميس
- الجمعة

- 2731 أغسطس 2024
- 281 سبتمبر 2024
- 292 سبتمبر 2024
- 303 سبتمبر 2024
- 14 سبتمبر 2024
- 25 سبتمبر 2024
- 36 سبتمبر 2024
- 47 سبتمبر 2024
- 58 سبتمبر 2024
- 69 سبتمبر 2024
- 710 سبتمبر 2024
- 811 سبتمبر 2024
- 912 سبتمبر 2024
- 1013 سبتمبر 2024
- 1114 سبتمبر 2024
- 1215 سبتمبر 2024
- 1316 سبتمبر 2024
- 1417 سبتمبر 2024
- 1518 سبتمبر 2024
- 1619 سبتمبر 2024
- 1720 سبتمبر 2024
- 1821 سبتمبر 2024
- 1922 سبتمبر 2024
- 2023 سبتمبر 2024
- 2124 سبتمبر 2024
- 2225 سبتمبر 2024
- 2326 سبتمبر 2024
- 2427 سبتمبر 2024
- 2528 سبتمبر 2024
- 2629 سبتمبر 2024
- 2730 سبتمبر 2024
- 281 أكتوبر 2024
- 292 أكتوبر 2024
- 303 أكتوبر 2024
- 14 أكتوبر 2024

15 ربيع الأوَّل أو 15 ربيع الأنوار أو يوم 15 \ 3 (اليوم الخامس عشر من الشهر الثالث) هو اليوم الرابع والسبعين من أيَّام السنة (أو الخامس والسبعين لو كان شهر صفر مُتممًا لليوم الثلاثين) وفق التقويم الهجري القمري (العربي). يبقى بعده 280 أو 281 يومًا لانتهاء السنة.

## أحداث
- 658 هـ - الإلخان المغولي كتبغا يدخل مدينة دمشق ويخربها.
- 773 هـ - الجيش العثماني ينتصر على الجيشين البلغاري والأفلاقي في معركة جيرمن، ووصول القوات العثمانية إلى سواحل البحر الأدرياتيكي.
- 1143 هـ - السلطان محمود الأول بن مصطفى الثاني يتولى الخلافة العثمانية، وهو الخليفة الرابع والعشرون في سلسلة سلاطين وخلفاء الدولة العثمانية.
- 1245 هـ - توقيع معاهدة أدرنة بين الإمبراطورية الروسية والدولة العثمانية في عهد السلطان محمود الثاني، وبمقتضى هذه المعاهدة دعمت روسيا مركزها في البحر الأسود، وتقلصت السيادة العثمانية عن جميع مصاب نهر الطونة (الدانوب) في البحر الأسود.
- 1338 هـ - وصول «لجنة ملنر» إلى مصر والتي تهدف إلى التحقيق بأسباب اندلاع الثورة والتي عرفت باسم ثورة 1919.
- 1341 هـ - الباحث الإنجليزي في علم المصريات هوارد كارتر يكتشف قبر توت عنخ آمون.
- 1343 هـ - قوات الأمير عبد العزيز بن سعود آل سعود تدخل مكة المكرمة أثناء معاركه وفتوحاته التي شملت غالبية شبه الجزيرة العربية، ومهدت لقيام المملكة العربية السعودية بعد أكثر من 30 عامًا من العمل المتواصل.
- 1376 هـ - الزعيم ياسر عرفات ومعه أكثر من أربعة آلاف مقاتل فلسطيني يغادرون طرابلس الشام، بعد الاجتياح الإسرائيلي للبنان، وقد أقلتهم سفينة يونانية ترفع علم الأمم المتحدة بمواكبة سفن بحرية فرنسية.
- 1378 هـ - الشعب الموريتاني يصوت لصالح الدستور الذي طرحه الرئيس الفرنسي، والذي انضمت موريتانيا بمقتضاه إلى مجموعة الشعوب الفرنسية.
- 1383 هـ - الكويت والسعودية تقبلان تقسيم المنطقة المحايدة بينهما إلى قسمين، ينضم قسم إلى الكويت وآخر للسعودية.
- 1401 هـ - إيران تفرج عن رهائن السفارة الأمريكية بعد 444 يوم من الاحتجاز وذلك في يوم تنصيب الرئيس رونالد ريغان رئيسًا للولايات المتحدة.
- 1424 هـ - هجوم إرهابي على مدينة الدار البيضاء المغربية وهو ما عرف بـ«تفجيرات الدار البيضاء».
- 1430 هـ - الحكم على صاحب عبارة السلام 98 ممدوح إسماعيل بالسجن 7 سنوات وذلك لتسببه في القتل غير المتعمد لأكثر من 1000 غريق في البحر الأحمر.
- 1435 هـ - انطلاق أعمال المحكمة الدُوليَّة الخاصَّة بلُبنان المُكلَّفة بالنظر في قضيَّة اغتيال رئيس الوزراء السابق رفيق الحريري.
- 1443 هـ - انقلاب عسكري في السودان واعتقال عدد من الوزراء على رأسهم رئيس الوزراء عبد الله حمدوك.

## مواليد
- 170 هـ - عبد الله المأمون، الخليفة العباسي السَّابع.
- 1298 هـ - محمد الجواد الجزائري، شاعر وفيلسوف وعلامة ثائر مجاهد عراقي.
- 1330 هـ - فاخر فاخر، ممثل مصري.
- 1339 هـ - عبد العزيز حسين، أديب ووزير كويتي.
- 1365 هـ - سمير وحيد، ممثل مصري.
- 1392 هـ - ملاك الخالدي، ممثلة إماراتية.
- 1405 هـ - يعقوب الفرحان، ممثل سعودي.

## وفيات
- 323 هـ - عبيد الله المهدي، مؤسس الدولة الفاطمية وأول الخلفاء الفاطميين.
- 329 هـ - أبو العباس محمد الراضي بالله، الخليفة العباسي العشرون.
- 355 هـ - سيف الدولة الحمداني، أبرز أمراء الدولة الحمدانية.
- 1397 هـ - محمد جمال الهاشمي، عالم مسلم وكاتب وشاعر عراقي.
- 1419 هـ - نور الهدى، فنانة لبنانية.
- 1426 هـ - لمياء فغالي، ممثلة لبنانية.
- 1438 هـ - أحمد راتب، ممثل مصري.

## وصلات خارجية
- موقع قصة الإسلام: حدث في شهر ربيع الأوَّل.